# Zenon Caravella
Zenon Caravella (Cairns, 17 maart 1983) is een Australisch voetballer.
In het seizoen 2001/2002 debuteerde hij voor Sydney Olympic, waar hij drie jaar speelde. In het seizoen 2005/2006 speelde de middenvelder voor New Zealand Knights. In 2006 vertrok de middenvelder naar Nederland, waar hij drie seizoenen voor FC Omniworld speelde. Vanaf 2009 speelde hij voor Gold Coast United. In 2011 tekende hij bij Adelaide United.